# Walter E. Ellis
Walter E. Ellis (24 de junio de 1960 - 1 de diciembre de 2013), también conocido como el Milwaukee North Side Strangle (en español: Estrangulador del Lado Norte de Milwaukee), fue un afroamericano asesino en serie estadounidense que violó y estranguló a siete mujeres en la ciudad de Milwaukee, Wisconsin, Estados Unidos entre 1986 y 2007.

## Investigación
Las víctimas del Estrangulador del Lado Norte eran mujeres negras, cuya edad oscilaba entre los 19 a 41. El detective del departamento de homicidio de policía de Milwaukee, Steven Spingola, es autor de un artículo de revista electrónica, The Killer in Our Midst: the Case of Milwaukee's North Side Strangler, una crónica de su investigación de los homicidios de Sheila Farrior y Florencia McCormick.
Entrenado en el análisis de antecedentes penales, Spingola también proporcionó un perfil detallado del asesino, que el comentarista de radio de Milwaukee y exsecretario de Justicia Auxiliar de EE. UU. Jeff Wagner describió como "inquietantemente precisa". Spingola, sin embargo, se retiró antes que los Detectives Gilbert Hernández y Kathy Hein, de la caja fría de la unidad de homicidios del Departamento de Policía de Milwaukee, y volvió a examinar la evidencia de ADN que vinculaba a un sospechoso de los homicidios.
El 7 de septiembre de 2009, Walter E. Ellis, de 49 años, fue arrestado bajo sospecha de ser el famoso asesino en serie. Ellis había sido arrestado 12 veces entre 1981 y 1998, cuando fue condenado a cinco años de imprudencia temeraria. Ellis inicialmente fue acusado de dos cargos de homicidio intencional en primer grado y se mantuvo en 1.000.000 dólares de fianza. La oficina del fiscal del distrito del condado de Milwaukee más tarde presentó cinco nuevos cargos de asesinato en su contra: tres de homicidio intencional y dos bajo el estatuto anterior de asesinato en primer grado.
Inicialmente representado por el procurador Russell Jones en defensa de estas demandas, Ellis se declaró inocente, y se quedó preparado para defenderse. Jones se retiró del caso, y luego el 18 de febrero de 2011, Ellis no refutó los siete cargos de asesinato y por lo tanto fue condenado a pesar de no admitir su culpabilidad. El 24 de febrero de 2011, Ellis recibió siete cadenas perpetuas, para ser servido de forma consecutiva, sin la posibilidad de libertad condicional. Después de ser declarado culpable, se le mantuvo inicialmente en la Institución Correccional de Dodge en Waupun, Wisconsin, para la Valoración y Evaluación, de acuerdo con el Código Administrativo de Wisconsin, desde donde fue trasladado al Fondo para el Programa de seguro de Wisconsin en Boscobel, Wisconsin. En noviembre de 2011, Walter Ellis fue trasladado a la unidad de máxima custodia en la Penitenciaría del Estado de Dakota del Sur.

### Nombre
El uso del nombre "North Side Strangler", en referencia al caso se ha limitado a una organización local de noticias, WTMJ, Channel 4, que se cree que han acuñado el apodo, a pesar de que ha sido recogido por algunos blogueros y por los medios de comunicación británicos también. El uso del apodo, sin embargo, también ha sido objeto de críticas en otros medios de comunicación de Milwaukee.

## Muerte
Ellis murió en un hospital de Sioux Falls, Dakota del Sur el 1 de diciembre de 2013 por causas naturales aparentes, de acuerdo con un comunicado de prensa del Departamento de Correcciones de Dakota del Sur.

## Víctimas
| Número | Nombre             | Edad | Fecha del descubrimiento | Cargo                   |
| ------ | ------------------ | ---- | ------------------------ | ----------------------- |
| 1      | Deborah Harris     | 31   | 10 de octubre de 1986    | Asesinato               |
| 2      | Tanya Miller       | 19   | 11 de octubre de 1986    | Asesinato               |
| 3      | Irene Smith        | 25   | 28 de noviembre de 1992  | Homicidio internacional |
| 4      | Florence McCormick | 28   | 24 de abril de 1995      | Homicidio internacional |
| 5      | Sheila Farrior     | 37   | 27 de junio de 1995      | Homicidio internacional |
| 6      | Joyce Mims         | 41   | 20 de junio de 1997      | Homicidio internacional |
| 7      | Quithreaun Stokes  | 28   | 27 de abril de 2007      | Homicidio internacional |